# 紫波郵便局
紫波郵便局（しわゆうびんきょく）は、岩手県紫波郡紫波町にある郵便局である。民営化前の分類では集配普通郵便局であった。

## 概要
住所：〒028-3399 岩手県紫波郡紫波町日詰西裏68

## 沿革
- 1872年8月4日（明治5年7月1日） - 郡山（こおりやま）郵便取扱所として開設[1]。
- 1875年（明治8年）1月1日 - 郡山郵便局（五等）となる。
- 1885年（明治18年） - 貯金取扱を開始。
- 1886年（明治19年）4月6日 - 為替取扱を開始。
- 1900年（明治33年）2月21日 - 郡山郵便電信局となる。
- 1903年（明治36年）4月1日 - 通信官署官制の施行に伴い郡山郵便局となる。
- 1904年（明治37年）4月1日 - 日詰（ひづめ）郵便局に改称。
- 1955年（昭和30年）8月1日 - 日詰駅前郵便局から電報配達事務の取扱を移管[2]。
- 1956年（昭和31年）6月10日 - 紫波郵便局に改称[3]。
- 1966年（昭和41年）8月28日 - 和文電報配達および電話交換業務を紫波電報電話局に移管。
- 1988年（昭和63年）3月31日 - 佐比内郵便局の廃止に伴い、取扱業務を承継。
- 1995年（平成7年） - 現局舎竣工。
- 1999年（平成11年）4月12日 - 特定郵便局から普通郵便局に局種別改定[4]、上平沢郵便局（〒028-34）および赤沢郵便局（〒028-35）から集配業務を移管[5]。
- 2000年（平成12年）8月14日 - 外国通貨の両替および旅行小切手の売買に関する業務取扱を開始。
- 2007年（平成19年）10月1日 - 民営化に伴い、併設された郵便事業紫波支店に一部業務を移管。
- 2012年（平成24年）10月1日 - 日本郵便株式会社発足に伴い、郵便事業紫波支店を紫波郵便局に統合。
- 2019年（平成31年）3月4日 - 矢幅郵便局から集配業務を移管。

## 取扱内容
- 郵便、印紙、ゆうパック、内容証明
- 貯金、為替、振替、振込、国際送金、国債、投資信託
- 生命保険、バイク自賠責保険
- ゆうちょ銀行ATM
- 紫波郡紫波町内全域および紫波郡矢巾町内の一部地域（〒028-33xx、〒028-34xx、〒028-35xx、〒028-36xx）の集配業務[6]
- ゆうゆう窓口

## 周辺
- 紫波町役場
- 紫波運動公園
- 紫波警察署
- 紫波消防署
- 北上川

## アクセス
- JR東北本線 紫波中央駅（西口）より徒歩約16分
- 岩手県交通バス 信用金庫前停留所下車、徒歩約5分
- 東北自動車道 紫波ICから東へ約5km
- 国道4号沿い
- 駐車場あり：16台